# هندریکس (ایلینوی)
هندریکس (به انگلیسی: Hendrix) یک منطقهٔ مسکونی در ایالات متحده آمریکا است که در ایلینوی واقع شده است. هندریکس ۲۴۱٫۱ متر بالاتر از سطح دریا قرار دارد.